# Болдырев, Василий Фёдорович
Василий Фёдорович Болдырев (1883—1957) — российский энтомолог, почётный член Всесоюзного энтомологического общества, Заслуженный деятель науки РСФСР. Открыл сперматофорное оплодотворение у насекомых, был инициатором применения авиации в защите растений от вредителей, проводил исследования биологии размножения прямокрылых, фауны прямокрылых и двукрылых.

## Биография
Василий Фёдорович родился в Саратове 20 января 1883 года в семье служащего. С детства увлекался природой и сбором насекомых, часто посещал Саратовское общество естествоиспытателей. В 1901 году с золотой медалью окончил Саратовскую гимназию. В этом же году поступил в Московский университет. Здесь же он прослушал курс лекций и работал в лабораториях у зоологов Николая Юрьевича Зографа и Михаила Александровича Мензбира. Также он прошёл энтомологический практикум у профессора Николая Михайловича Кулагина. Болдырев изучал анатомию и биологию подёнок, и опубликовал в 1904 году в газете «Саратовский листок» свою первую заметку, посвящённую этой теме. В 1909 году им была опубликована своя первая научная работа.
В 1906 году окончил Московский университет с дипломом первой степени (отделение естественных наук физико-математического факультета). В 1906 году был избран сверхштатным стипендиатом (аспирантом) при Кафедре зоологии и энтомологии Петровско-Разумовской Академии (ныне Московская сельскохозяйственная академия им. К. А. Тимирязева). С 1907 по 1920 годы работал ассистентом профессора Николая Михайловича Кулагина, на протяжении 10 лет преподавал на Высших сельскохозяйственных женских курсах (бывших Голицынских) в Москве. Тамже организовал в 1920 году и возглавил Кафедру энтомологии.
В 1914 году принимал участие в организации Московского энтомологического общества, учёным секретарём которого он состоял до 1924 года. В 1920 году в Тимирязевской сельскохозяйственной академии была организована Кафедра сельскохозяйственной и лесной энтомологии, заведующим которой был избран на тот момент, уже профессор, — Василий Фёдорович Болдырев.
В 1922—1924 годах под его руководством были проведены первые исследования по применению авиации в защите растений от вредителей. Исследования проводились на полях Бутырского хутора вблизи академии Тимирязева. В 1924 году данной теме была посвящена его работа по разработке мер борьбы с вредителями оранжерейных растений.

## Научная деятельность
Исследовательские работы в 1910-х годах затрагивали изучение вредных насекомых, позднеосенней и зимней энтомофауны. Также в них изучалась биология размножения прямокрылых насекомых. Тогда же В. Ф. Болдырев начал изучение оранжерейного кузнечика (Tachycines asynamorus) и нашёл у него ряд особых черт поведения при спаривании. За работу по изучению сперматофорного оплодотворения саранчовых и кузнечиковых в 1917 году был удостоен учреждённой Русским энтомологическим обществом премии имени П. П. Семенова-Тян-Шанского.
В 1920-х внимание В. Ф. Болдырева переключается на изучение вредителей растений и на пропаганду мер борьбы с ними. Он развивает свою идею широкого привлечения авиации для защиты растений от вредителей. В 1925 году возвращается к изучению саранчовых, включая перелётную саранчу; в летние периоды в Крыму изучает сверчков Gryllomorpha dalmatina и Discoptila fragasoi. В это же время публикует работы по биологии кузнечика — Bradyporus multituberculatus (исследования были проведены ещё в 1917).
В последующее время В. Ф. Болдырев работал над составлением учебников, учебных программ по энтомологии и защите растений для сельскохозяйственных вузов. В 1927—1934 годах принимал участие в составлении «Технической энциклопедии» под редакцией Л. К. Мартенса, автор статей по тематике «энтомология». После десятилетнего перерыва в исследовательской работе он возвращается к лабораторным исследованиям по биологии саранчовых и термита Calotermes flavicollis, оранжерейного кузнечика и домового сверчка.

## Признание и награды
В 1942 году получил звание заслуженного деятеля науки РСФСР.
Награждён орденом «Знак Почёта» (06.12.1940) — «в ознаменование 75-летнего юбилея Московской ордена Ленина Сельскохозяйственной Академии имени К. А. Тимирязева, за выдающиеся заслуги в деле развития сельскохозяйственных наук и подготовки высококвалифицированных специалистов сельского хозяйства».
В 1953 году избран почётным членом нашего Всесоюзного энтомологического общества.
В его честь был назван ряд видов насекомых — Tachycines boldyrevi с Дальнего Востока, Isophya boldyrevi из окрестностей Саратова, Poecilimon boldyrevi с южного берега Крыма, Conophyma boldyrevi из Киргизии и другие.

## Избранная библиография
Опубликовал свыше 100 работ — Полный список опубликованных работ
- Массовое появление подёнок на р. Волге, Саратов : тип. Губ. земства, 1909
- Таблицы для определения Orthoptera / [По Якобсону и Бианки, Зубовскому, Шарпу сост. ассистентом Сел.-хоз. ин-та В. Ф. Болдыревым] Москва : т-во скоропеч. А. А. Левенсон, 1913
- Свадьбы и сперматофоры у некоторых кузнечиков и сверчков = (Orthoptera, Locustodea et Gryllodea). Санкт-Петербург, 1913
- Таблицы для определения прямокрылых Orthoptera : [По Якобсону и Бианки, Зубовскому, Шарпу, Поспелову сост. ассист. С.-х. ин-та В. Ф. Болдыревым], 1916
- Основы защиты сельскохозяйственных растений от вредителей и болезней. Москва : Сельхозгиз, 1936 («Образцовая» тип.)